# Crypta
Crypta es una banda brasilera de death metal formada en São Paulo en 2019.  La banda se conforma por la bajista y vocalista Fernanda Lira, la baterista Luana Dametto (ambas provenientes de la banda de thrash metal Nervosa) y la guitarrista Tainá Bergamaschi.

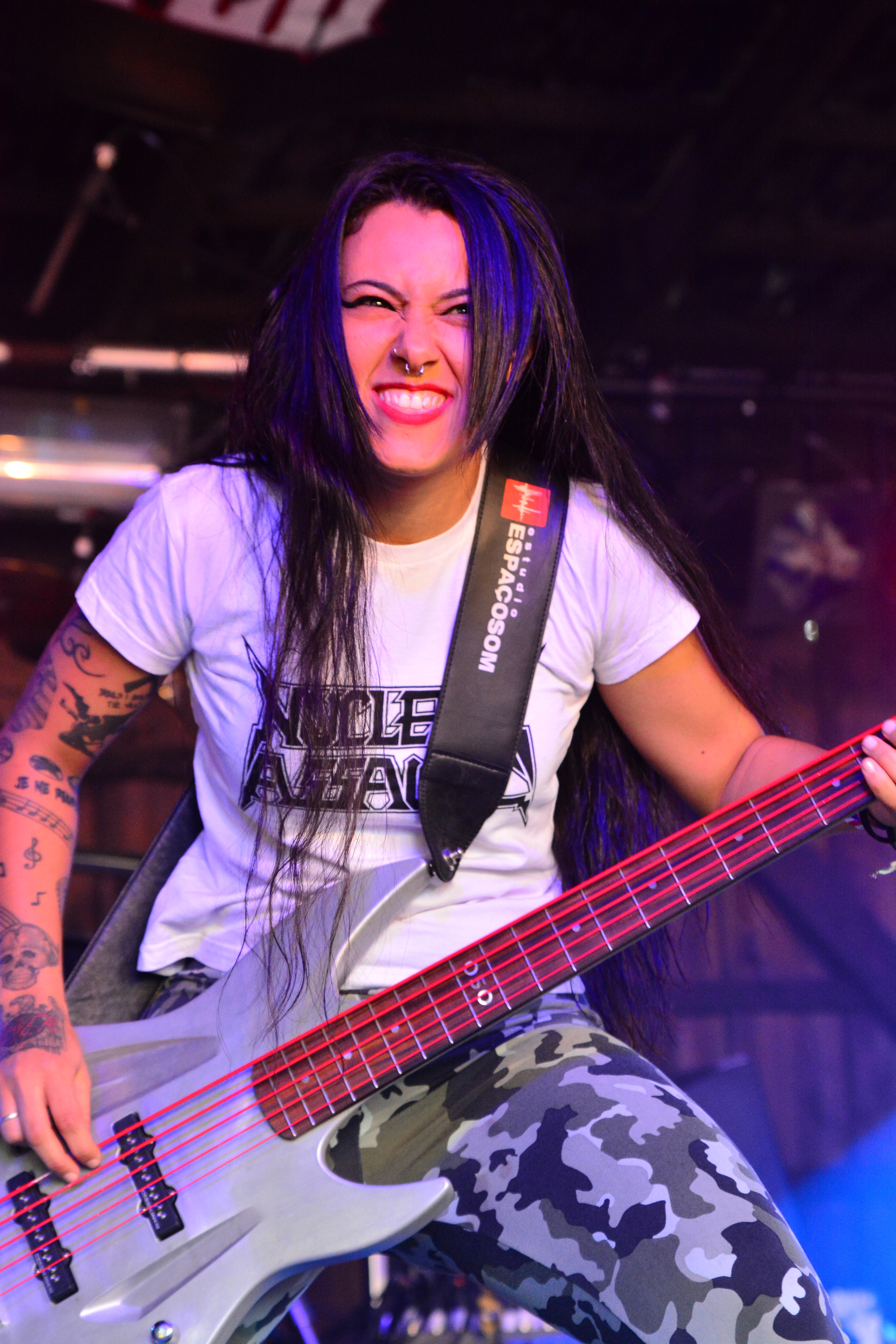
La líder, bajista y vocalista principal Fernanda Lira

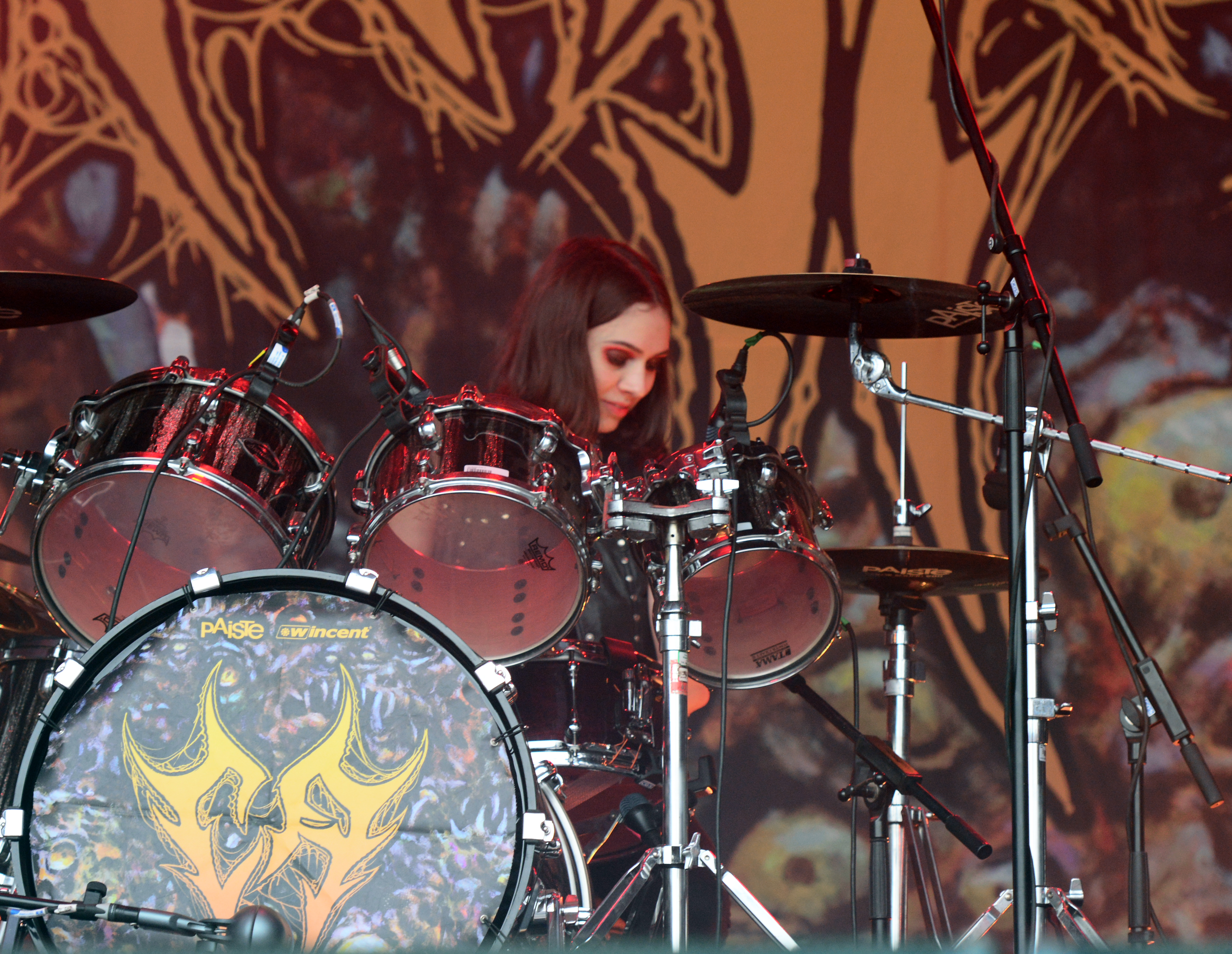
La baterista Luana Dametto

## Historia
El 25 de abril de 2020, tras una tensa relación profesional, Fernanda Lira y Luana Dametto abandonaron la banda Nervosa. El 20 de mayo anunciaron una nueva banda de death metal, el estilo con el que más se identificaban, llamada Crypta. Completaron la formación con las guitarristas Sonia Anubis (ex Burning Witches, Cobra Spell) y Tainá Bergamaschi (ex Hagbard). No obstante, la banda se había formado un año antes (junio de 2019). El 16 de junio Napalm Records anunció el lanzamiento de su álbum debut. El primer sencillo y videoclip de la banda fue From The Ashes, la cual trata sobre la conocida historia del fénix .
La banda grabó su primer álbum a principios de 2021, en Family Mob, estudio propiedad de Jean Dolabella (Ego Kill Talent, ex Sepultura) y Estevam Romera. Luego de lanzar tres sencillos (From the Ashes el 21 de abril, Starvation el 11 de mayo y Dark Night of the Soul el 8 de junio), su álbum debut, Echoes of the Soul fue lanzado el 11 de junio de 2021. Fue mezclado por Arthur Rizk (Code Orange, Power Trip) y masterizado por Jens Bogren (Opeth, Dimmu Borgir, Sepultura). La portada fue creada por Wes Benscoter, quien es bien conocido por su trabajo con bandas como Slayer, Kreator, Black Sabbath y muchos otros. El 20 de noviembre, Crypta realizó su primer concierto en el festival Porão do Rock en Brasilia, contó con público presencial y transmisión en línea. Un tema inédito de Echoes of the Soul, I Resign, fue lanzado como sencillo y video musical el 3 de marzo de 2022.
El 5 de abril de 2022, a través de sus redes sociales, la guitarrista de Crypta, Sonia Anubis, anunció que se retiraba de Crypta en buenos términos para concentrarse en su propia banda: Cobra Spell. El 13 de abril, Jéssica di Falchi fue anunciada como su sustituta para las próximas giras ya programadas, incluidos los espectáculos en Wacken Open Air y Rock in Rio, aunque no fue confirmada como parte oficial de la banda hasta el 5 de octubre. Junto al anuncio oficial de di Falchi, la banda confirmó su segundo álbum programado para ser grabado y lanzado durante 2023.
El 31 de marzo de 2023, durante una presentación en el Teatro Apollo de Belvidere, Illinois, el techo del recinto se derrumbó sobre el público durante un tornado. Crypta era la única banda que había actuado en el concierto encabezado por Morbid Angel junto a Skeletal Remains y Revocation. La única persona fallecida en el derrumbe fue el único miembro del público que compró una camiseta de Crypta, tema tratado en una entrevista con Lira en WLS-TV.
El 31 de mayo de 2023, Crypta anunció el lanzamiento de Shades of Sorrow para el 4 de agosto. El anuncio se realizó junto al lanzamiento del nuevo sencillo Lord of Ruins, acompañado de un video musical. Previo al lanzamiento del álbum, se lanzaron los sencillos Trial of Traitors y The other Side of Anger, el 27 de junio y el 1 de agosto respectivamente, junto a videos musicales de las canciones.
El 10 de marzo de 2025, la banda anunció la salida de Jéssica di Falchi, afirmando que fue una decisión "de mutuo acuerdo, tomada por ella, y respetada y aceptada por la banda".

## Formación de la banda

### Actual
- Fernanda Lira – bajo, voz (2019-presente)
- Luana Dametto - batería (2019-presente)
- Tainá Bergamaschi - guitarra rítmica (2020-presente)

### Anterior
- Sonia "Anubis" Nusselder – guitarra principal (2019-2022) [25]
- Jéssica di Falchi - guitarra principal (2022-2025)[26][23][24]

### En giras
- Elisa "Helly" Montin – batería (2023)
- Helena Nagagata – guitarra (2025) [27]

## Discografía

### Álbumes de estudio
- Echoes of the Soul (2021)
- Shades of Sorrow (2023)

### Sencillos
- "From the Ashes" (2021)
- "Starvation" (2021)
- "Dark Night of the Soul" (2021)
- "I Resign" (2022)
- "Lord of Ruins" (2023)
- "Trial of Traitors" (2023)
- "The Other Side of Anger" (2023)